# 皮德卡明 (羅加京區)

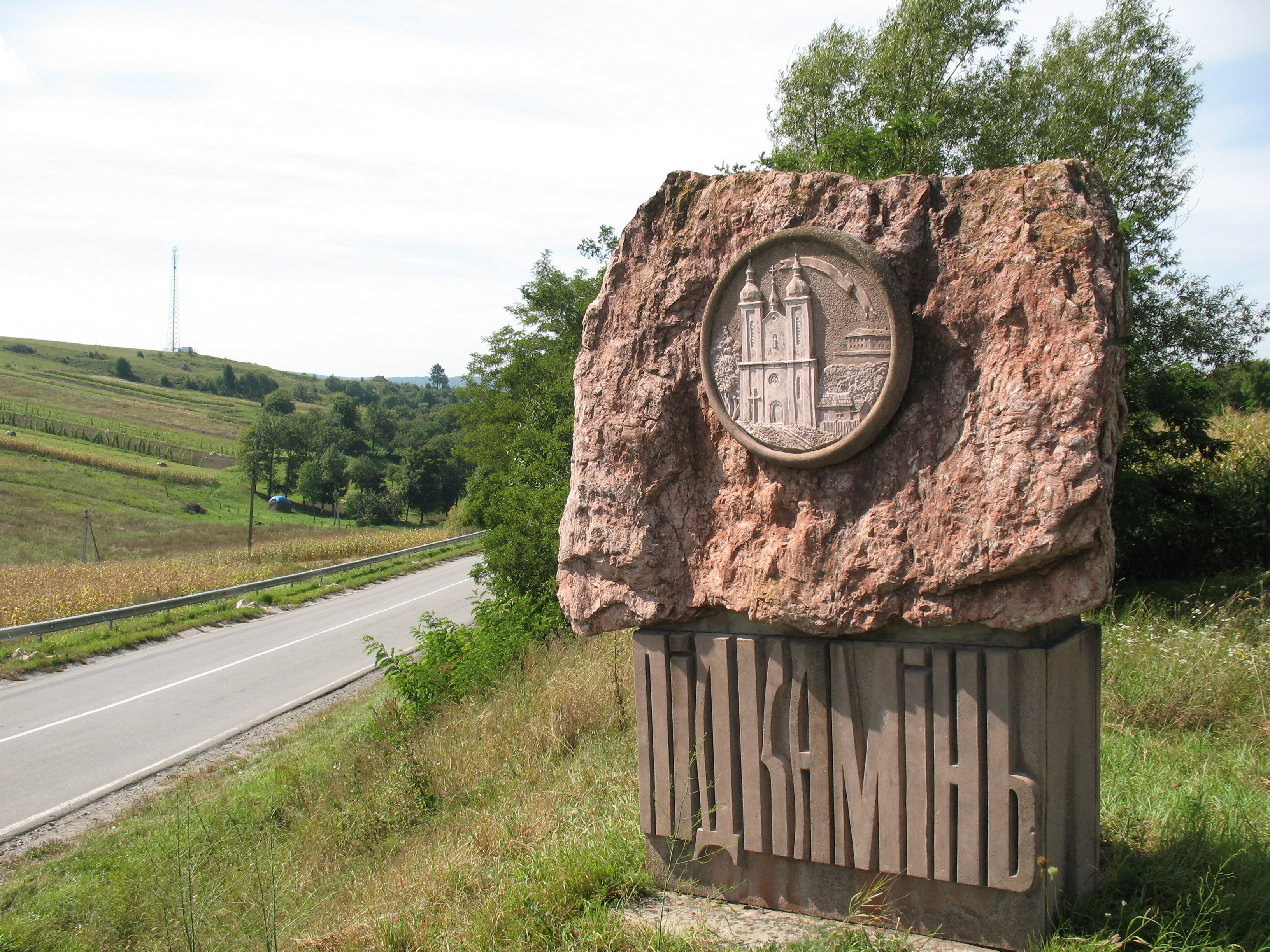

皮德卡明（烏克蘭語：Підкамінь），是烏克蘭西部的村莊，隸屬伊萬諾-弗蘭科夫斯克州的伊萬諾-弗蘭科夫斯克區。該村始建於1440年，面積11.06平方公里，2001年人口579，人口密度每平方公里52.4人。
49°27′3″N 24°28′34″E / 49.45083°N 24.47611°E